# Parque Nacional Natural La Paya
Der Parque Nacional Natural La Paya ist ein Nationalpark an der südwestlichen Landesgrenze Kolumbiens. Er liegt auf dem Gebiet der Gemeinde Puerto Leguízamo im Departamento de Putumayo. Der Park  wurde 1984 ausgewiesen und ist 4.220 km² groß. Zusammen mit dem Nationalpark Güeppí Sekime in Peru und dem Naturreservat Cuyabeno in Ecuador ist der La-Paya-Nationalpark Teil eines länderübergreifenden Schutzgebietes entlang des Río Putumayo.

## Landschaft
Die ursprüngliche Vegetationsbedeckung des Gebiets bestand aus tropischem Regenwald. Heute finden sich verschiedene Landschaftsformen: Primär- und Sekundär-Regenwälder, aufgelassene Weidelandschaften und Varzea-Wälder, die das ganze Jahr über regelmäßig überflutet werden.